# Liste des anciennes communes de Loir-et-Cher
Cette page a pour objectif de retracer toutes les modifications communales dans le département de Loir-et-Cher : les anciennes communes qui ont existé depuis la Révolution française, ainsi que les créations, les modifications officielles de nom, ainsi que les échanges de territoires entre communes.
En 1800, le territoire du département de Loir-et-Cher comportait 309 communes. Ce nombre est resté stable au cours des 200 années qui ont suivi puisqu'en 2010, il en comptait encore 291.
Les rapprochements entre communes incités par les lois NOTRe après 2010 ont connu dans ce département un certain succès : 10 communes nouvelles ont ainsi vu le jour regroupant 33 communes historiques. En définitive, le département compte aujourd'hui 267 communes (au 1er janvier 2025).

## Fusions
| Nom de la nouvelle commune | Communes réunies                                                   | Régime                                                                                 | Date (et nature) de la décision                | Date d'effet               |
| -------------------------- | ------------------------------------------------------------------ | -------------------------------------------------------------------------------------- | ---------------------------------------------- | -------------------------- |
| Vallée-de-Ronsard          | Couture-sur-Loir                                                   | commune nouvelle (avec communes déléguées)                                             | 29 novembre 2018 (Arrêté)                      | 1er janvier 2019           |
| Vallée-de-Ronsard          | Tréhet                                                             | commune nouvelle (avec communes déléguées)                                             | 29 novembre 2018 (Arrêté)                      | 1er janvier 2019           |
| Le Controis-en-Sologne     | Contres                                                            | commune nouvelle (avec communes déléguées)                                             | 26 novembre 2018 (Arrêté)                      | 1er janvier 2019           |
| Le Controis-en-Sologne     | Feings                                                             | commune nouvelle (avec communes déléguées)                                             | 26 novembre 2018 (Arrêté)                      | 1er janvier 2019           |
| Le Controis-en-Sologne     | Fougères-sur-Bièvre                                                | commune nouvelle (avec communes déléguées)                                             | 26 novembre 2018 (Arrêté)                      | 1er janvier 2019           |
| Le Controis-en-Sologne     | Ouchamps                                                           | commune nouvelle (avec communes déléguées)                                             | 26 novembre 2018 (Arrêté)                      | 1er janvier 2019           |
| Le Controis-en-Sologne     | Thenay                                                             | commune nouvelle (avec communes déléguées)                                             | 26 novembre 2018 (Arrêté)                      | 1er janvier 2019           |
| Couëtron-au-Perche         | Souday                                                             | commune nouvelle (avec communes déléguées)                                             | 10 juillet 2017 (Arrêté)                       | 1er janvier 2018           |
| Couëtron-au-Perche         | Arville                                                            | commune nouvelle (avec communes déléguées)                                             | 10 juillet 2017 (Arrêté)                       | 1er janvier 2018           |
| Couëtron-au-Perche         | Oigny                                                              | commune nouvelle (avec communes déléguées)                                             | 10 juillet 2017 (Arrêté)                       | 1er janvier 2018           |
| Couëtron-au-Perche         | Saint-Agil                                                         | commune nouvelle (avec communes déléguées)                                             | 10 juillet 2017 (Arrêté)                       | 1er janvier 2018           |
| Couëtron-au-Perche         | Saint-Avit                                                         | commune nouvelle (avec communes déléguées)                                             | 10 juillet 2017 (Arrêté)                       | 1er janvier 2018           |
| Oucques la Nouvelle        | Oucques                                                            | commune nouvelle (avec communes déléguées)                                             | 30 septembre 2016 (Arrêté)                     | 1er janvier 2017           |
| Oucques la Nouvelle        | Baigneaux                                                          | commune nouvelle (avec communes déléguées)                                             | 30 septembre 2016 (Arrêté)                     | 1er janvier 2017           |
| Oucques la Nouvelle        | Beauvilliers                                                       | commune nouvelle (avec communes déléguées)                                             | 30 septembre 2016 (Arrêté)                     | 1er janvier 2017           |
| Oucques la Nouvelle        | Sainte-Gemmes                                                      | commune nouvelle (avec communes déléguées)                                             | 30 septembre 2016 (Arrêté)                     | 1er janvier 2017           |
| Veuzain-sur-Loire          | Onzain                                                             | commune nouvelle (avec communes déléguées)                                             | 26 septembre 2016 (Arrêté)                     | 1er janvier 2017           |
| Veuzain-sur-Loire          | Veuves                                                             | commune nouvelle (avec communes déléguées)                                             | 26 septembre 2016 (Arrêté)                     | 1er janvier 2017           |
| Valencisse                 | Valencisse                                                         | commune nouvelle (avec 3 communes déléguées : Molineuf, Orchaise et Chambon-sur-Cisse) | 27 juillet 2016 (Arrêté)                       | 1er janvier 2017           |
| Valencisse                 | Chambon-sur-Cisse                                                  | commune nouvelle (avec 3 communes déléguées : Molineuf, Orchaise et Chambon-sur-Cisse) | 27 juillet 2016 (Arrêté)                       | 1er janvier 2017           |
| Valloire-sur-Cisse         | Chouzy-sur-Cisse                                                   | commune nouvelle (avec communes déléguées)                                             | 4 juin 2016 (Arrêté)                           | 1er janvier 2017           |
| Valloire-sur-Cisse         | Coulanges                                                          | commune nouvelle (avec communes déléguées)                                             | 4 juin 2016 (Arrêté)                           | 1er janvier 2017           |
| Valloire-sur-Cisse         | Seillac                                                            | commune nouvelle (avec communes déléguées)                                             | 4 juin 2016 (Arrêté)                           | 1er janvier 2017           |
| Valencisse                 | Molineuf                                                           | commune nouvelle (avec communes déléguées)                                             | 14 décembre 2015 (Arrêté)                      | 1er janvier 2016           |
| Valencisse                 | Orchaise                                                           | commune nouvelle (avec communes déléguées)                                             | 14 décembre 2015 (Arrêté)                      | 1er janvier 2016           |
| Montrichard Val de Cher    | Montrichard                                                        | commune nouvelle (avec communes déléguées)                                             | 2 décembre 2015 (Arrêté)                       | 1er janvier 2016           |
| Montrichard Val de Cher    | Bourré                                                             | commune nouvelle (avec communes déléguées)                                             | 2 décembre 2015 (Arrêté)                       | 1er janvier 2016           |
| Beauce la Romaine          | Ouzouer-le-Marché                                                  | commune nouvelle (avec communes déléguées)                                             | 6 novembre 2015 (Arrêté)                       | 1er janvier 2016           |
| Beauce la Romaine          | La Colombe                                                         | commune nouvelle (avec communes déléguées)                                             | 6 novembre 2015 (Arrêté)                       | 1er janvier 2016           |
| Beauce la Romaine          | Membrolles                                                         | commune nouvelle (avec communes déléguées)                                             | 6 novembre 2015 (Arrêté)                       | 1er janvier 2016           |
| Beauce la Romaine          | Prénouvellon                                                       | commune nouvelle (avec communes déléguées)                                             | 6 novembre 2015 (Arrêté)                       | 1er janvier 2016           |
| Beauce la Romaine          | Semerville                                                         | commune nouvelle (avec communes déléguées)                                             | 6 novembre 2015 (Arrêté)                       | 1er janvier 2016           |
| Beauce la Romaine          | Tripleville                                                        | commune nouvelle (avec communes déléguées)                                             | 6 novembre 2015 (Arrêté)                       | 1er janvier 2016           |
| Beauce la Romaine          | Verdes                                                             | commune nouvelle (avec communes déléguées)                                             | 6 novembre 2015 (Arrêté)                       | 1er janvier 2016           |
| Montoire-sur-le-Loir       | Montoire-sur-le-Loir                                               | fusion association                                                                     | 27 novembre 1972 (Arrêté)                      | 1er janvier 1973           |
| Montoire-sur-le-Loir       | Saint-Quentin-lès-Trôo                                             | fusion association                                                                     | 27 novembre 1972 (Arrêté)                      | 1er janvier 1973           |
| Vievy-le-Rayé              | Vievy-le-Rayé                                                      | fusion association                                                                     | 31 décembre 1971 (Arrêté)                      | 1er janvier 1972           |
| Vievy-le-Rayé              | La Bosse                                                           | fusion association                                                                     | 31 décembre 1971 (Arrêté)                      | 1er janvier 1972           |
| Vievy-le-Rayé              | Écoman                                                             | fusion association                                                                     | 31 décembre 1971 (Arrêté)                      | 1er janvier 1972           |
| Saint-Laurent-Nouan        | Saint-Laurent-des-Eaux                                             | fusion association (fusion simple depuis le 5-12-1974)                                 | 31 décembre 1971 (Arrêté)                      | 1er janvier 1972           |
| Saint-Laurent-Nouan        | Nouan-sur-Loire                                                    | fusion association (fusion simple depuis le 5-12-1974)                                 | 31 décembre 1971 (Arrêté)                      | 1er janvier 1972           |
| Saint-Amand-Longpré        | Saint-Amand-de-Vendôme                                             | fusion                                                                                 | 23 janvier 1965 (Arrêté)                       | 1er mars 1965              |
| Saint-Amand-Longpré        | Longpré                                                            | fusion                                                                                 | 23 janvier 1965 (Arrêté)                       | 1er mars 1965              |
| Romorantin-Lanthenay       | Romorantin                                                         | fusion                                                                                 | 25 janvier 1961 (Arrêté) 23 mars 1961 (Arrêté) | 29 mai 1961                |
| Romorantin-Lanthenay       | Lanthenay                                                          | fusion                                                                                 | 25 janvier 1961 (Arrêté) 23 mars 1961 (Arrêté) | 29 mai 1961                |
| Rahart                     | Espéreuse                                                          | fusion                                                                                 | août 1865 (Décret)                             | août 1865 (Décret)         |
| Rahart                     | Le Rouillis                                                        | fusion                                                                                 | août 1865 (Décret)                             | août 1865 (Décret)         |
| Maray                      | Maray                                                              | fusion                                                                                 | 28 avril 1834 (Ordonnance)                     | 28 avril 1834 (Ordonnance) |
| Maray                      | Doulçay                                                            | fusion                                                                                 | 28 avril 1834 (Ordonnance)                     | 28 avril 1834 (Ordonnance) |
| Villefranche               | Villefranche                                                       | fusion                                                                                 | 1833                                           | 1833                       |
| Villefranche               | L'Hôpital-Commanderie                                              | fusion                                                                                 | 1833                                           | 1833                       |
| Lanthenay                  | Lanthenay                                                          | fusion                                                                                 | 1828                                           | 1828                       |
| Lanthenay                  | Monthault (une partie)                                             | fusion                                                                                 | 1828                                           | 1828                       |
| Millançay                  | Millançay                                                          | fusion                                                                                 | 1828                                           | 1828                       |
| Millançay                  | Monthault (une partie)                                             | fusion                                                                                 | 1828                                           | 1828                       |
| Veilleins                  | Veilleins                                                          | fusion                                                                                 | 1828                                           | 1828                       |
| Veilleins                  | Monthault (une partie)                                             | fusion                                                                                 | 1828                                           | 1828                       |
| Montrieux                  | Montrieux                                                          | fusion                                                                                 | 1826                                           | 1826                       |
| Montrieux                  | Villeneuve-sur-Beuvron                                             | fusion                                                                                 | 1826                                           | 1826                       |
| Gièvres                    | Gièvres                                                            | fusion                                                                                 | 1815                                           | 1815                       |
| Gièvres                    | Villedieu-en-Sologne                                               | fusion                                                                                 | 1815                                           | 1815                       |
| Brévainville               | Brévainville                                                       | fusion                                                                                 | 1811                                           | 1811                       |
| Brévainville               | Saint-Claude-Froidmentel                                           | fusion                                                                                 | 1811                                           | 1811                       |
| Fréteval                   | Fréteval                                                           | fusion                                                                                 | 1811                                           | 1811                       |
| Fréteval                   | Saint-Lubin-des-Prés                                               | fusion                                                                                 | 1811                                           | 1811                       |
| Montrouveau                | Montrouveau                                                        | fusion                                                                                 | 1811                                           | 1811                       |
| Montrouveau                | Marcé                                                              | fusion                                                                                 | 1811                                           | 1811                       |
| Saint-Martin-des-Bois      | Saint-Martin-des-Bois                                              | fusion                                                                                 | 1811                                           | 1811                       |
| Saint-Martin-des-Bois      | Saint-Pierre-des-Bois                                              | fusion                                                                                 | 1811                                           | 1811                       |
| Courbouzon                 | Courbouzon                                                         | fusion                                                                                 | 1808                                           | 1808                       |
| Courbouzon                 | Herbilly (une partie) (cette partie sera transférée à Mer en 1847) | fusion                                                                                 | 1808                                           | 1808                       |
| Mer                        | Mer                                                                | fusion                                                                                 | 1808                                           | 1808                       |
| Mer                        | Herbilly (une partie)                                              | fusion                                                                                 | 1808                                           | 1808                       |
| Pontlevoy                  | Pontlevoy                                                          | fusion                                                                                 | 1808                                           | 1808                       |
| Pontlevoy                  | Lalleu                                                             | fusion                                                                                 | 1808                                           | 1808                       |
| Villeny                    | Villeny                                                            | fusion                                                                                 | 1805                                           | 1805                       |
| Villeny                    | Bonneville                                                         | fusion                                                                                 | 1805                                           | 1805                       |
| La Ferté-Saint-Aignan      | La Ferté-Saint-Aignan                                              | fusion                                                                                 | 1805                                           | 1805                       |
| La Ferté-Saint-Aignan      | Saint-Cyr-Semblecy                                                 | fusion                                                                                 | 1805                                           | 1805                       |
| Blois                      | Blois                                                              | fusion                                                                                 | 1804                                           | 1804                       |
| Blois                      | Saint-Gervais (commune rétablie en 1828)                           | fusion                                                                                 | 1804                                           | 1804                       |
| Azé                        | Azé                                                                | fusion                                                                                 | 1790-1794                                      | 1790-1794                  |
| Azé                        | Beaulieu                                                           | fusion                                                                                 | 1790-1794                                      | 1790-1794                  |
| Boursay                    | Boursay                                                            | fusion                                                                                 | 1790-1794                                      | 1790-1794                  |
| Boursay                    | Le Fief-de-Boursay                                                 | fusion                                                                                 | 1790-1794                                      | 1790-1794                  |
| Busloup                    | Busloup                                                            | fusion                                                                                 | 1790-1794                                      | 1790-1794                  |
| Busloup                    | Gros-Chêne                                                         | fusion                                                                                 | 1790-1794                                      | 1790-1794                  |
| Champigny                  | Champigny                                                          | fusion                                                                                 | 1790-1794                                      | 1790-1794                  |
| Champigny                  | Villegrimond (une partie)                                          | fusion                                                                                 | 1790-1794                                      | 1790-1794                  |
| Rhodon                     | Rhodon                                                             | fusion                                                                                 | 1790-1794                                      | 1790-1794                  |
| Rhodon                     | Villegrimond (une partie)                                          | fusion                                                                                 | 1790-1794                                      | 1790-1794                  |
| La Colombe                 | La Colombe                                                         | fusion                                                                                 | 1790-1794                                      | 1790-1794                  |
| La Colombe                 | La Gahandière                                                      | fusion                                                                                 | 1790-1794                                      | 1790-1794                  |
| Landes                     | Landes                                                             | fusion                                                                                 | 1790-1794                                      | 1790-1794                  |
| Landes                     | Bennes                                                             | fusion                                                                                 | 1790-1794                                      | 1790-1794                  |
| Mer                        | Mer                                                                | fusion                                                                                 | 1790-1794                                      | 1790-1794                  |
| Mer                        | Aunay                                                              | fusion                                                                                 | 1790-1794                                      | 1790-1794                  |
| Montoire                   | Montoire                                                           | fusion                                                                                 | 1790-1794                                      | 1790-1794                  |
| Montoire                   | Saint-Oustrille                                                    | fusion                                                                                 | 1790-1794                                      | 1790-1794                  |
| Oucques                    | Oucques                                                            | fusion                                                                                 | 1790-1794                                      | 1790-1794                  |
| Oucques                    | Frouville                                                          | fusion                                                                                 | 1790-1794                                      | 1790-1794                  |
| Oucques                    | Villegomblain                                                      | fusion                                                                                 | 1790-1794                                      | 1790-1794                  |
| Pezou                      | Pezou                                                              | fusion                                                                                 | 1790-1794                                      | 1790-1794                  |
| Pezou                      | Chêne-Carré                                                        | fusion                                                                                 | 1790-1794                                      | 1790-1794                  |
| Pezou                      | Fontaine-sous-Pezou                                                | fusion                                                                                 | 1790-1794                                      | 1790-1794                  |
| Saint-Aignan               | Saint-Aignan                                                       | fusion                                                                                 | 1790-1794                                      | 1790-1794                  |
| Saint-Aignan               | Saint-Aignan-Hors-l'Enclos                                         | fusion                                                                                 | 1790-1794                                      | 1790-1794                  |
| Sargé                      | Sargé                                                              | fusion                                                                                 | 1790-1794                                      | 1790-1794                  |
| Sargé                      | Saint-Martin-de-Sargé                                              | fusion                                                                                 | 1790-1794                                      | 1790-1794                  |
| Seillac                    | Seillac                                                            | fusion                                                                                 | 1790-1794                                      | 1790-1794                  |
| Seillac                    | Prunay-le-Petit                                                    | fusion                                                                                 | 1790-1794                                      | 1790-1794                  |
| Séris                      | Séris                                                              | fusion                                                                                 | 1790-1794                                      | 1790-1794                  |
| Séris                      | Lussay                                                             | fusion                                                                                 | 1790-1794                                      | 1790-1794                  |
| Suèvres                    | Saint-Lubin-de-Suèvres                                             | fusion                                                                                 | 1790-1794                                      | 1790-1794                  |
| Suèvres                    | Saint-Martin-de-Suèvres                                            | fusion                                                                                 | 1790-1794                                      | 1790-1794                  |
| Vievy-le-Rayé              | Vievy-le-Rayé                                                      | fusion                                                                                 | 1790-1794                                      | 1790-1794                  |
| Vievy-le-Rayé              | Saint-Mandé                                                        | fusion                                                                                 | 1790-1794                                      | 1790-1794                  |
| Villefrancœur              | Villefrancœur                                                      | fusion                                                                                 | 1790-1794                                      | 1790-1794                  |
| Villefrancœur              | Le Breuil-Saint-Laumer                                             | fusion                                                                                 | 1790-1794                                      | 1790-1794                  |
| Villermain                 | Villermain                                                         | fusion                                                                                 | 1790-1794                                      | 1790-1794                  |
| Villermain                 | Poisly                                                             | fusion                                                                                 | 1790-1794                                      | 1790-1794                  |

## Créations et rétablissements
| Nom de la commune créée | Commune affectée   | Mode de création               | Date (et nature) de la décision |
| ----------------------- | ------------------ | ------------------------------ | ------------------------------- |
| La Ferté-Imbault        | Selles-Saint-Denis | Démembrement                   | 18 juin 1860 (Décret)           |
| Cormeray                | Chitenay           | Démembrement                   | 16 avril 1859 (Loi)             |
| Saint-Gervais           | Blois              | Démembrement et rétablissement | 1828                            |

## Modifications de nom officiel
| Ancien nom               | Nouveau nom                        | Date (et nature) de la décision |
| ------------------------ | ---------------------------------- | ------------------------------- |
| Langon                   | Langon-sur-Cher                    | 22 décembre 2017 (Décret)       |
| Le Gault-Perche          | Le Gault-du-Perche                 | 7 février 2017 (Décret)         |
| Saint-Sulpice            | Saint-Sulpice-de-Pommeray          | 10 avril 2002 (Décret)          |
| Couffi                   | Couffy                             | 16 novembre 1998 (Décret)       |
| Pruniers                 | Pruniers-en-Sologne                | 29 décembre 1982 (Décret)       |
| Thézée                   | Thésée                             |                                 |
| Ruan                     | Ruan-sur-Egvonne                   | 25 novembre 1970 (Décret)       |
| Villefranche             | Villefranche-sur-Cher              | 2 mars 1962 (Décret)            |
| Champigny                | Champigny-en-Beauce                | 16 octobre 1958 (Décret)        |
| Châtillon                | Châtillon-sur-Cher                 | 16 octobre 1958 (Décret)        |
| Rilly                    | Rilly-sur-Loire                    | 16 octobre 1958 (Décret)        |
| Saint-Dyé                | Saint-Dyé-sur-Loire                | 16 octobre 1958 (Décret)        |
| Saint-Firmin             | Saint-Firmin-des-Prés              | 16 octobre 1958 (Décret)        |
| Faverolles               | Faverolles-sur-Cher                | 1er août 1953 (Décret)          |
| Muides                   | Muides-sur-Loire                   | 18 octobre 1952 (Décret)        |
| Saint-Quentin            | Saint-Quentin-lès-Trôo             | 4 décembre 1937 (Décret)        |
| Fontaine-en-Beauce       | Fontaine-les-Coteaux               | 30 mars 1935 (Décret)           |
| Chissay                  | Chissay-en-Touraine                | 24 février 1933 (Décret)        |
| Gy                       | Gy-en-Sologne                      | 24 février 1933 (Décret)        |
| Montrieux                | Montrieux-en-Sologne               | 24 février 1933 (Décret)        |
| La Marolle               | La Marolle-en-Sologne              | 5 août 1929 (Décret)            |
| Candé                    | Candé-sur-Beuvron                  | 23 juillet 1927 (Décret)        |
| Villedieu-en-Beauce      | Villedieu-le-Château               | 22 novembre 1922 (Décret)       |
| La Chapelle-Saint-Martin | La Chapelle-Saint-Martin-en-Plaine | 16 août 1919 (Décret)           |
| Le Gault                 | Le Gault-Perche                    | 16 août 1919 (Décret)           |
| Mareuil                  | Mareuil-sur-Cher                   | 16 août 1919 (Décret)           |
| Noyers                   | Noyers-sur-Cher                    | 16 août 1919 (Décret)           |
| Prunay                   | Prunay-Cassereau                   | 16 août 1919 (Décret)           |
| Saint-Gervais            | Saint-Gervais-la-Forêt             | 16 août 1919 (Décret)           |
| Saint-Romain             | Saint-Romain-sur-Cher              | 16 août 1919 (Décret)           |
| Soings                   | Soings-en-Sologne                  | 16 août 1919 (Décret)           |
| Thoré                    | Thoré-la-Rochette                  | 16 août 1919 (Décret)           |
| Chambon                  | Chambon-sur-Cisse                  | 25 décembre 1918 (Décret)       |
| Châtres                  | Châtres-sur-Cher                   | 25 décembre 1918 (Décret)       |
| Chauvigny                | Chauvigny-du-Perche                | 25 décembre 1918 (Décret)       |
| Couture                  | Couture-sur-Loir                   | 25 décembre 1918 (Décret)       |
| Crouy                    | Crouy-sur-Cosson                   | 25 décembre 1918 (Décret)       |
| Landes                   | Landes-le-Gaulois                  | 25 décembre 1918 (Décret)       |
| Mont                     | Mont-près-Chambord                 | 25 décembre 1918 (Décret)       |
| Saint-Léonard            | Saint-Léonard-en-Beauce            | 25 décembre 1918 (Décret)       |
| Villiers                 | Villiers-sur-Loir                  | 25 décembre 1918 (Décret)       |
| Lassay                   | Lassay-sur-Croisne                 | 21 novembre 1916 (Décret)       |
| Vernou                   | Vernou-en-Sologne                  | 14 octobre 1915 (Décret)        |
| Saint-Secondin           | Molineuf                           | 28 juin 1913 (Décret)           |
| Souvigny                 | Souvigny-en-Sologne                | 10 décembre 1912 (Décret)       |
| Coulommiers              | Coulommiers-la-Tour                | 17 novembre 1910 (Décret)       |
| Les Roches               | Les Roches-l'Évêque                | 11 novembre 1902 (Décret)       |
| Sargé                    | Sargé-sur-Braye                    | 24 novembre 1900 (Décret)       |
| Chouzy                   | Chouzy-sur-Cisse                   | 22 octobre 1894 (Décret)        |
| Mur                      | Mur-de-Sologne                     | 11 novembre 1893 (Décret)       |
| Saint-Amand              | Saint-Amand-de-Vendôme             | 11 octobre 1892 (Décret)        |
| Montoire                 | Montoire-sur-le-Loir               | 28 juillet 1891 (Décret)        |
| Saint-Georges            | Saint-Georges-sur-Cher             | 2 août 1890 (Décret)            |
| Savigny                  | Savigny-sur-Braye                  | 19 juillet 1890 (Décret)        |
| Saint-Claude             | Saint-Claude-de-Diray              | 5 juillet 1887 (Décret)         |
| Fougères                 | Fougères-sur-Bièvre                | 2 février 1881 (Décret)         |
| Tremblevif               | Saint-Viâtre                       | 6 décembre 1854 (Décret)        |
| La Ferté-Saint-Aignan    | La Ferté-Saint-Cyr                 | 29 janvier 1853 (Décret)        |
| Yvoy-le-Galeux           | Yvoy-le-Marron                     | 14 juin 1841 (Ordonnance)       |

## Modifications de limites communales
Le plus souvent, les modifications des limites communales décidées par arrêtés préfectoraux ne sont pas répertoriées dans le Journal officiel ni dans le Bulletin officiel.
| La commune de ...                                    | ... cède du territoire à la commune de ...           | précisions                                                             | Date (et nature) de la décision                 |
| ---------------------------------------------------- | ---------------------------------------------------- | ---------------------------------------------------------------------- | ----------------------------------------------- |
| Mulsans                                              | Villerbon                                            | Superficie de 37 a 48 ca                                               | 17 juin 1986 (Décret)                           |
| Houssay                                              | Thoré-la-Rochette                                    | 4 habitants Superficie de 70 a 80 ca                                   | 15 mai 1985 (Décret)                            |
| Céré-la-Ronde (département d'Indre-et-Loire)         | Angé                                                 | lieu-dit le Préau 4 habitants Superficie de 52 a 30 ca                 | 27 décembre 1983 (Décret)                       |
| Bonneveau Bessé-sur-Braye (département de la Sarthe) | Bessé-sur-Braye (département de la Sarthe) Bonneveau |                                                                        | 18 octobre 1967 (Décret)                        |
| Pontlevoy Monthou-sur-Cher                           | Monthou-sur-Cher Pontlevoy                           |                                                                        | 15 janvier 1951 (Arrêté)                        |
| Gombergean Saint-Cyr-du-Gault                        | Saint-Cyr-du-Gault Gombergean                        |                                                                        | 15 janvier 1951 (Arrêté)                        |
| Moisy Ouzouer-le-Doyen                               | Ouzouer-le-Doyen Moisy                               |                                                                        | 9 novembre 1950 (Arrêté)                        |
| Chaumont-sur-Loire Pontlevoy Vallières-les-Grandes   | Pontlevoy Vallières-les-Grandes Chaumont-sur-Loire   |                                                                        | 6 octobre 1949 (Arrêté)                         |
| Cheverny Cour-Cheverny                               | Cour-Cheverny Cheverny                               |                                                                        | 15 avril 1949 (Arrêté)                          |
| Selles-sur-Cher Châtillon-sur-Cher                   | Châtillon-sur-Cher Selles-sur-Cher                   |                                                                        | 12 novembre 1948 (Arrêté)                       |
| Blois Saint-Sulpice Molineuf                         | Molineuf Blois Saint-Sulpice                         |                                                                        | 12 novembre 1948 (Arrêté)                       |
| Selles-sur-Cher Gièvres                              | Gièvres Selles-sur-Cher                              | Entre les lieux-dits la Croix-du-Puits-Berteau et la Pierre qui tourne | 19 juillet 1948 (Arrêté)                        |
| Prunay                                               | Saint-Arnoult                                        | Hameaux des Huttes et des Tuileries                                    | 27 juillet 1867 (Loi)                           |
| Santenay                                             | Herbault                                             |                                                                        | 13 juin 1856 (Loi)                              |
| Monthou-sur-Cher                                     | Bourré                                               | Section de Vineuil                                                     | 31 juillet 1851 (Loi)                           |
| Lye (département de l'Indre) Meusnes                 | Meusnes Lye (département de l'Indre)                 |                                                                        | 30 juillet 1847 (Loi)                           |
| Courbouzon                                           | Mer                                                  | Hameau de Herbilly                                                     | 22 juillet 1847 (Loi)                           |
| Montrieux                                            | Vernou                                               | Limite fixée par le cours principal du Beuvron                         | 19 juillet 1845 (Loi)                           |
| Tour-en-Sologne Neuvy                                | Bracieux                                             |                                                                        | 22 mai 1840 (Loi)                               |
| Monteaux Cangey (département d'Indre-et-Loire)       | Cangey (département d'Indre-et-Loire) Monteaux       |                                                                        | 28 janvier 1804 (Arrêté) (7 pluviôse an 12)     |
| Lestiou                                              | Tavers (département du Loiret)                       | Presqu'île de la Saussaye                                              | 18 octobre 1803 (Arrêté) (25 vendémiaire an 12) |
| Couture                                              | Poncé (département de la Sarthe)                     | Les moulins sur la rivière Loir                                        | 6 octobre 1803 (Arrêté) (13 vendémiaire an 12)  |

## Communes associées
Liste des communes ayant, ou ayant eu (en italique), à la suite d'une fusion, le statut de commune associée.
| Nom de la commune      | Code INSEE | Fusion-association                     | Fusion-association | Fusion-association     | Fusion-association                       | Transformation de l'association en fusion simple | Transformation de l'association en fusion simple |
| Nom de la commune      | Code INSEE | date de la décision                    | date d'effet       | commune absorbante     | nom de la commune résultant de la fusion | date de la décision                              | date d'effet                                     |
| ---------------------- | ---------- | -------------------------------------- | ------------------ | ---------------------- | ---------------------------------------- | ------------------------------------------------ | ------------------------------------------------ |
| Saint-Quentin-lès-Trôo | 41227      | Arrêté préfectoral du 27 novembre 1972 | 1er janvier 1973   | Montoire-sur-le-Loir   | Montoire-sur-le-Loir                     |                                                  |                                                  |
| Nouan-sur-Loire        | 41162      | Arrêté préfectoral du 31 décembre 1971 | 1er janvier 1972   | Saint-Laurent-des-Eaux | Saint-Laurent-Nouan                      | Arrêté préfectoral du 12 novembre 1974           | 5 décembre 1974                                  |
| La Bosse               | 41021      | Arrêté préfectoral du 31 décembre 1971 | 1er janvier 1972   | Vievy-le-Rayé          | Vievy-le-Rayé                            |                                                  |                                                  |
| Écoman                 | 41076      | Arrêté préfectoral du 31 décembre 1971 | 1er janvier 1972   | Vievy-le-Rayé          | Vievy-le-Rayé                            |                                                  |                                                  |